# أمر قضائي
الأمر القضائي هو سبيل قانوني ومنصف على شكل أمر محكمة خاص يجبر طرفًا على القيام أو الامتناع عن أعمالٍ محددة. عندما توظِّف المحكمة السبيل الخاص للإنذار القضائي فإنها توجّه سلوك أحد الأطراف بالاستعانة بكامل سلطاتها القسرية.
يواجه الطرف الذي لا يمتثل لأمر قضائي عقوباتٍ جنائية أو مدنية، بما في ذلك العقوبات النقدية المحتملة أو السجن. يمكن أيضًا أن يُتّهموا بعصيان أمر المحكمة. إن الأوامر القضائية المضادة هي أوامر تقضي بوقف تنفيذ أمر قضائي آخر أو عكسه.

## المنطق
إن الأمر القضائي هو سبيلٌ عادل، وهو سبيلٌ نشأ في محاكم العدل الإنكليزية. كغيره من سبل العدالة المنصفة، يمُنح تقليدياً عندما لا يمكن إصلاح الخطأ بشكل فعّال من خلال التعويض عن الخسائر المادية. (المذهب الذي يعكس هذا هو شرط أنه لا يمكن إعطاء أمر قضائي إلا عندما لا يكون هناك «إنصاف مناسب في القانون»).
```
القصد من ذلك هو أن الأوامر القضائية تساعد الأشخاص الذين انتُهكت حقوقهم في إستردادها. مع ذلك، عند إتخاذ قرار بشأن منح أمر قضائي، لا تأخذ اللمحكمة مصالح الطرفين في عين الإعتبار لكن كل ما يهمها هو المصلحة العامة. عند اتخاذ قرار بشأن إعطاء أمر قضائي وتحديد نطاق عملها، تولي المحاكم اهتمامًا خاصًا لمسائل النزاهة وحسن النية. أحد مظاهر ذلك هو أن الأوامر القضائية تخضع لدفاعات منصفة، مثل إهمال أداء الواجبات والأيدي غير النقية.
[
4
]
```

تُطلق الأوامر القضائية في العديد من الحالات المختلفة، ويمكن أن تحظر انتهاكات القانون مثل التعدي على الممتلكات العقارية أو انتهاك براءة الاختراع أو انتهاك الحق الدستوري (مثل حرية ممارسة الدين)، أو يمكنهم مطالبة المدعى عليه بإصلاح الانتهاكات القاناونية التي قام بها مسبقًا.
قد يتطلب الأمر القضائي أن يقوم الشخص بعمل شيء ما مثل تنظيف بقعة نفطية أو يمكن أن يمنع أي شخص من القيام بشيء ما، مثل استخدام سر تجاري حصل عليه بشكل غير قانوني.
يسمى الأمر القضائي الذي يتطلب التصرّف «أمر قضائي إلزامي». يُطلق على الأمر الذي يحظر التصرّف «أمرًا قضائيًا مُنذِرًا»، وهنالك بعض الأوامر القضائية التي تشمل مكونات إلزامية وممنوعة وذلك لأنها تتطلب بعض التصرّفات وتحظر أخرى.
عندما يُمنح أمر قضائي، يمكن تطبيقه بآليات تطبيق عادلة مثل الامتهان، ويمكن تعديله أو حلّه من قبل المحكمة إذا تغيرت الظروف في المستقبل. تسمح هذه الميزات المتعلقة بالأمر القضائي للمحكمة بمنح إحداها لإدارة سلوك الأطراف. هذا هو التمييز الأكثر أهمية بين الأمر القضائي وسبل الإنصاف غير النقدي في القانون الأمريكي. هناك طريقة أخرى يمكن التمييز بها بين هذين السبيلين وهي أن الحكم التفسيري يكون متاحًا في بعض الأحيان في مرحلة سابقة من المناظرة أكثر من الأمر القضائي.

## في قانون الولايات المتحدة

### الأنواع
تنحصر الأوامر القضائية في الولايات المتحدة الأمريكية في ثلاثة أشكال رئيسية: الأوامر المؤقتة، الأوامر الأولية، والأوامر القضائية الدائمة. بالنسبة لكل من أوامر التقييد المؤقتة والأوامر القضائية الأولية يكون الهدف منها عادةً هو الحفاظ على الوضع الراهن إلى أن تتمكن المحكمة من البت في القضية.

#### أوامر التقييد المؤقتة
يطلق على نوع خاص من الأوامر القضائية التي تصدر قبل المحاكمة «أمرًا تقييديًا مؤقتًا». يجوز إصدار أمر تقييد مؤقت (TRO) دون إشعار الطرف الآخر أو دون حدوث جلسة استماع. يمنح هذا الأمر القضائي فقط لفترة قصيرة من الوقت قبل أن تتمكن المحكمة من تحديد موعد جلسة استماع قد يظهر فيها الشخص المحجور ويطعن في الأمر. إذا طُعن في أمر التقييد المؤقت، يجب على المحكمة أن تقرر ما إذا كانت ستصدر أمرًا أوليًا أم لا. غالبًا ما تُعطى أوامر التقييد المؤقتة ولكن ليس بشكل حصري لمنع العنف المنزلي أو الملاحقة أو الاعتداء الجنسي أو المضايقات.

#### الأوامر الأولية
تُعطى الأوامر الأولية قبل المحاكمة. تُصدر هذه الأوامر في مرحلة مبكرة قبل أن تستمع المحكمة إلى الأدلة وتتخذ قراراً في القضية، فهي نادرًا ما تُطلق في غير هذه الحالة. تميل شروط إصدار أمر قضائي أولي إلى أن تشبه شروط إصدار أمر قضائي دائم وذلك يتوجب وجود شروط إضافية مع احتمالية أن أحد الأطراف الذي يطلب الأمر القضائي يمكن أن ينجح على أساس الوقائع الموضوعية.

#### الأوامر الدائمة
تُصدر الأوامر الدائمة بعد المحاكمة. تملك المحاكم الفدرالية ومحاكم الولايات المختلفة في بعض الأحيان متطلبات مختلفة قليلاً للحصول على أمر قضائي دائم. تشمل المتطلبات النموذجية:
1. سيتعرّض المدعي دون صدور أمر قضائي لإصابة أو ضرر لا يمكن إصلاحه القانون.
2. يحول توازن الصعوبات ضد إعطاء أمر قضائي.
3. لن يحرم الأمر القضائي المصلحة العامة.

ويطلق على ميزان الصعوبات أحيانًا اسم «دفاع الانتهاك غير المبرر».

### الاستعمال
كانت الأوامر القضائية مهمة بشكلٍ خاص في لحظتين من التاريخ الأمريكي.
أولاً، في أواخر القرن التاسع عشر وأوائل القرن العشرين، استخدمت المحاكم الفيدرالية أوامر قضائية لفضّ الإضرابات من قبل النقابات. على سبيل المثال، بعد أن نجحت حكومة الولايات المتحدة في استخدام أمر قضائي لحظر (مقاطعة بولمان) في عام 1894، وجد أرباب العمل أنهم يستطيعون الحصول على أوامر قضائية من المحكمة الفدرالية لحظر الإضرابات وتنظيم أنشطة من جميع الأنواع من قبل النقابات.
إنتشرت هذه الأوامر القضائية بشكلٍ واسع، فمثلًا أمر قضائي واحد صادر عن محكمة فدرالية في العشرينات من القرن الماضي مَنَع عمال المناجم في أمريكا من التحدث إلى العمال الذين وقّعوا عقوداً صفراء مع أرباب عملهم.
ثانياً، كانت الأوامر القضائية حاسمة في النصف الثاني من القرن العشرين في إلغاء الفصل العنصري في المدارس الأمريكية. أعطت المحاكم الفيدرالية أوامر قضائية أدت إلى أمر مجلس التعليم في دمج المدارس الحكومية في الولايات المتحدة، وفي بعض الأحيان تولت المحاكم إدارة المدارس العامة من أجل ضمان الامتثال. (عادةً ما يُطلق على الأمر القضائي الذي يضع المحكمة في موقع تولي إدارة مؤسسة ما - مثل مدرسة أو سجن أو مستشفى- «أمرًا إنشائيًا»).
لا تزال الأوامر القضائية تُستخدم على نطاق واسع لتطلب من المسؤولين الحكوميين الامتثال للدستور، وكثيراً ما تُستخدم في نزاعات القانون الخاص حول الملكية الفكرية والممتلكات العقارية والعقود. تُفرض العديد من التشريعات الحكومية والفدرالية بما في ذلك القوانين البيئية، وقوانين الحقوق المدنية، وقوانين التمييز في التوظيف عن طريق أوامر قضائية.

### التدخل لمكافحة الاحتكار والأوامر القضائية لإنتهاك براءات الاختراع
حققت وزارة العدل ولجنة التجارة الفيدرالية في براءات الاختراع في الولايات المتحدة للحصول على أوامر قضائية أولية ضد المتعدّين المتهمين ببراءات أساسية ضرورية، أو براءات الاختراع التي يجب على حامل البراءة ترخيصها بشروط معقولة وغير تمييزية.
هناك جدل مستمر بين الباحثين القانونيين والاقتصاديين مع انعكاسات كبيرة على سياسة مكافحة الاحتكار في الولايات المتحدة وكذلك في الدول الأخرى حول الحدود القانونية لحق صاحب البراءة في السعي للحصول على تعويض قضائي ضد المتعدين على البراءات الأساسية.
يؤكد باحثون آخرون أن أصحاب براءات الاختراع لا يخضعون لقيود تعاقدية وأن قانون براءات الاختراع قادر بالفعل على تحديد ما إذا كان أمر قضائي يفرض تكلفة صافية على المستهلكين، وبالتالي تجنّب دور تطبيق مكافحة الاحتكار.

## أوامر العنف الموقفة الإسترالية
في ولاية نيو ساوث ويلز، يجوز للمحكمة أن تمنح أمر عنف موقوف لشخص يخشى العنف أو المضايقة أو الإساءة أو الملاحقة. يحظر الأمر على المدعى عليه الاعتداء أو مضايقة أو تهديد أو ملاحقة أو تخويف الشخص الذي قدُم على الأمر. قد تتضمن شروط أخرى مثل عدم الاتصال أو محاولة العثور على الشخص عبر الإنترنت.
```
يجوز للمحكمة إصدار الأمر إذا اعتقدت أن الشخص لديه أسباب معقولة لمخاوفه أو لا يوجد لديه أسباب معقولة لمخاوفه. قد يؤدي عدم الامتثال إلى فرض غرامة أو حبس أو كليهما ومن ثم الترحيل.
```

## الأوامر القضائية السريّة في المملكة المتحدة
أُصدرت الأوامر القضائية التي لم يتم الإبلاغ عن وجودها وتفاصيلها بشكل قانوني في إنكلترا وويلز بالإضافة إلى وقائع أو مزاعم لم يُفرح عنها وأطلقوا عليها بشكل غير رسمي "super-injunctions".
```
استُخدام مصطلح "hyper-injunction" لوصف أمر قضائي مشابه للأول، ولكن يتضمن أيضًا أمرًا بعدم مناقشة أمر مع أعضاء البرلمان أو الصحفيين أو المحامين. حُصِل على أمر قضائي من هذا النوع في المحكمة العليا في عام 2006 مما منع موضوعه من القول بأن الطلاء المستخدم في خزانات المياه على متن سفن الركاب يمكن أن ينهار ويطلق مواد كيميائية يمكن أن تكون سامة. أصبح هذا المثال حقيقة عامة في البرلمان بموجب امتياز برلماني.
[
17
]
```

## اقرأ أيضا
- قبول
- عقد (قانون)
- دعوى قضائية
- أمر جزائي
- عملة (قانون)
- شرطة